# Ferdinand Feyerick
Ferdinand Feyerick (Gent, 1865. január 27. – Gent, 1920. szeptember 12.) olimpiai bronzérmes belga párbajtőrvívó, Robert Feyerick olimpikon kardvívó apja.